# Новобирючево
Новобирючево (баш. Яңы Бүрес) — деревня в Нуримановском районе Республики Башкортостан Российской Федерации. Входит в состав Красногорского сельсовета.

## География

### Географическое положение
Находится на левом берегу реки Уфы.
Расстояние до:
- районного центра (Красная Горка): 9 км,
- центра сельсовета (Красная Горка): 9 км,
- ближайшей ж/д станции (Иглино): 60 км.

## Население
| 2002 | 2009 | 2010 |
| ---- | ---- | ---- |
| 252  | ↘229 | ↗242 |

Национальный состав
Согласно переписи 2002 года, преобладающие национальности — татары (53 %), башкиры (30 %).

## Религия
В деревне есть мечеть Аухат.